# Унгузская впадина
Унгузская впа́дина — впадина в северной части пустыни Каракумы в Туркмении.
По Унгузской впадине проходит граница между Заунгузскими и Центральными Каракумами, являющихся составными частями Каракумов. Представляет собой цепь впадин длиной до 15 км, шириной 1–4 км, имеющих солончаковое или такыровое плоское дно и разделённых перемычками из песчанистых пород или навеянных песков. Тянется из глубины Каракумов к Узбою. Общая длина 470 километров.

## Происхождение
Считается, что Унгуз представляет собой остатки древнейшего русла Амударьи (пра-Амударьи).